# 南西航空方面隊
南西航空方面隊（なんせいこうくうほうめんたい、英称：Southwestern Air Defense Force）は、航空自衛隊の航空方面隊の一つ。沖縄県那覇市の那覇基地に司令部を置く。主たる任務は沖縄・南西諸島地域の防空。

## 概要
航空自衛隊に4個ある航空方面隊の一つであり、航空総隊司令官の指揮を受ける。規模は他の航空方面隊より小さく、1個戦闘航空団を主力とし、そのほかに1個航空警戒管制団（4個警戒隊 固定レーダーサイト、１個移動警戒隊）、1個高射群などで構成されている。防衛担当区域は沖縄・南西諸島地域であり、東シナ海・太平洋方面に対する要撃などを行なう。
前身は、沖縄返還を受けて1973年（昭和48年）に編成された南西航空混成団（なんせいこうくうこんせいだん、英称：Southwestern Composite Air Division）であり、これは航空自衛隊唯一の航空混成団であった。2010年代に入り、自衛隊の南西方面戦力強化に伴い、戦闘機部隊が倍増したことを受けて、平成29年度予算案に要求し、2017年（平成29年）7月1日、南西航空混成団から南西航空方面隊に昇格した。

## 沿革
- 1972年（昭和47年）
  - 5月15日：沖縄返還。臨時那覇施設管理隊編成
  - 8月1日：臨時那覇派遣隊編成
  - 10月11日：臨時那覇派遣隊が廃止。臨時那覇基地隊、臨時第83航空隊、臨時沖縄航空警戒管制隊、臨時那覇管制隊、臨時那覇気象隊、臨時那覇警務分遣隊などを編成。西部航空方面隊指揮下で活動[3]
  - 11月10日：F-104J戦闘機（第207飛行隊）の沖縄展開開始、臨時第83航空隊に配備
- 1973年（昭和48年）
  - 1月1日：F-104Jを用いた領空侵犯対応措置開始
  - 2月15日：高射訓練隊（那覇訓練隊・知念訓練隊・恩納訓練隊）編成
  - 10月16日：南西航空混成団編成（司令部、第83航空隊、南西航空警戒管制隊、第5高射群、那覇基地隊、南西航空施設隊など）
- 1984年（昭和59年）10月25日：那覇基地隊を廃止、第83航空隊基地業務群を新編。
- 1985年（昭和60年）1月29日：南西航空音楽隊を新編
- 1999年（平成11年）3月29日：司令部組織の改編（副司令職を新設。監理部と人事部を廃止・統合し、総務部に改編）
- 2016年（平成28年）1月31日：第83航空隊が2個飛行隊編成となり、第9航空団に改編
- 2017年（平成29年）7月1日：「南西航空方面隊」に改編[4][5]。南西航空警戒管制隊を南西航空警戒管制団に格上げ。
- 2023年（令和05年）3月16日：第5高射群を南西高射群に改称。
- 2024年（令和06年）3月21日：司令部装備部を4課から3課に改組（計画課、整備課、補給課、施設課から装備課、輸送補給課、施設課）[6]。

## 事件
1987年12月9日、沖縄本島上空を領空侵犯した旧ソ連の偵察機Tu-16に対し、本混成団作戦指揮所の指示の下、第302飛行隊所属のF-4EJ戦闘機が自衛隊史上初となる警告射撃を実施した（「対ソ連軍領空侵犯機警告射撃事件」）。

## 部隊編成
- 南西航空方面隊司令部 -（那覇基地）
- 第9航空団 -（那覇基地）
- 南西航空警戒管制団[7] -（那覇基地）
- 南西高射群 -（那覇基地）
- 南西航空施設隊 - （那覇基地）
- 南西航空音楽隊 -（那覇基地）

### 司令部編成
- 総務部
  - 総務課
  - 人事課
  - 会計課
  - 厚生課
  - 援護業務課

- 防衛部
  - 防衛課
  - 運用課
  - 通信電子課
  - 調査課

- 装備部
  - 装備課
  - 輸送補給課
  - 施設課

- 監理監察官

- 法務官

- 医務官

## 主要幹部
| 官職名               | 階級    | 氏名     | 補職発令日     | 前職                                 |
| -------------------- | ------- | -------- | -------------- | ------------------------------------ |
| 南西航空方面隊司令官 | 空将    | 寺﨑隆行 | 2024年03月28日 | 航空幕僚監部監理監察官               |
| 副司令官             | 空将補  | 甲斐隆裕 | 2025年03月24日 | 航空自衛隊第3補給処長                |
| 幕僚長               | 1等空佐 | 清永剛夫 | 2025年07月31日 | 第5航空団副司令                      |
| 総務部長             | 1等空佐 | 小田昌人 | 2024年06月03日 | 統合幕僚監部総務部人事教育課制度室長 |
| 防衛部長             | 1等空佐 | 小城毅泰 | 2025年03月24日 | 航空戦術教導団飛行教導群司令         |
| 装備部長             | 1等空佐 | 林慶一   | 2024年09月02日 | 第3航空団整備補給群司令              |
| 監理監察官           | 1等空佐 | 仙波浩   | 2021年03月18日 | 飛行開発実験団飛行実験群司令         |
| 医務官               | 1等空佐 | 前川孝一 | 2025年08月01日 | 航空幕僚監部首席衛生官付次席衛生官   |

| 代                                         | 氏名                         | 在職期間                                                 | 出身校・期                   | 前職                                                                                        | 後職                                 |
| 臨時那覇派遣隊司令（空将補）               | 臨時那覇派遣隊司令（空将補） | 臨時那覇派遣隊司令（空将補）                             | 臨時那覇派遣隊司令（空将補） | 臨時那覇派遣隊司令（空将補）                                                                | 臨時那覇派遣隊司令（空将補）         |
| ------------------------------------------ | ---------------------------- | -------------------------------------------------------- | ---------------------------- | ------------------------------------------------------------------------------------------- | ------------------------------------ |
| -                                          | 山田隆二                     | 1972年08月01日 - 1972年10月10日                          | 陸士53期                     | 航空自衛隊第2術科学校長 →1972年2月1日航空総隊司令部付 →1972年5月25日 西部航空方面隊司令部付 | 臨時那覇基地隊司令 兼 那覇基地司令   |
| 臨時那覇基地隊司令兼那覇基地司令（空将補） |                              |                                                          |                              |                                                                                             |                                      |
| -                                          | 山田隆二                     | 1972年10月11日 - 1973年10月15日                          | 陸士53期                     | 臨時那覇派遣隊司令                                                                          | 南西航空混成団司令                   |
| 南西航空混成団司令（空将）                 |                              |                                                          |                              |                                                                                             |                                      |
| 01                                         | 山田隆二 （空将補）          | 1973年10月16日 - 1974年04月30日                          | 陸士53期                     | 臨時那覇基地隊司令 兼 那覇基地司令                                                          | 航空幕僚監部付 →1974年7月1日 退職    |
| 02                                         | 竹田五郎                     | 1974年05月01日 - 1975年06月30日 ※1974年07月01日 空将昇任 | 陸航士55期                   | 航空幕僚監部防衛部長                                                                        | 北部航空方面隊司令官                 |
| 03                                         | 小松利光                     | 1975年07月01日 - 1976年10月14日                          | 陸士56期                     | 航空幕僚監部人事教育部長                                                                    | 中部航空方面隊司令官                 |
| 04                                         | 吉崎巖                       | 1976年10月15日 - 1978年03月15日                          | 陸航士56期                   | 第1航空団司令 兼 浜松北基地司令                                                             | 航空自衛隊幹部学校長                 |
| 05                                         | 藤澤保雄                     | 1978年03月16日 - 1979年01月31日                          | 海兵73期                     | 航空幕僚監部人事教育部長                                                                    | 航空自衛隊幹部学校長                 |
| 06                                         | 松井泰夫                     | 1979年02月01日 - 1981年02月16日                          | 陸航士59期                   | 第5航空団司令 兼 新田原基地司令                                                             | 航空幕僚副長                         |
| 07                                         | 山本見龍                     | 1981年02月17日 - 1982年06月30日                          | 海兵75期                     | 航空幕僚監部監理部長                                                                        | 航空自衛隊幹部学校長                 |
| 08                                         | 清水亨                       | 1982年07月01日 - 1984年06月05日                          | 明治大学・ 7期公募幹部       | 航空幕僚監部防衛部長                                                                        | 術科教育本部長                       |
| 09                                         | 松尾宣夫                     | 1984年06月06日 - 1986年03月16日                          | 山口大学・ 1期幹候           | 航空総隊司令部幕僚長                                                                        | 航空総隊司令官                       |
| 10                                         | 阿部博男                     | 1986年03月17日 - 1987年07月06日 ※1986年06月17日 空将昇任 | 防大1期                      | 第4航空団司令 兼 松島基地司令                                                               | 西部航空方面隊司令官                 |
| 11                                         | 大塚周治                     | 1987年07月07日 - 1989年06月29日                          | 九州大学・ 16期幹候          | 北部航空警戒管制団司令                                                                      | 西部航空方面隊司令官                 |
| 12                                         | 佐川明彦                     | 1989年06月30日 - 1991年03月15日                          | 防大3期                      | 航空幕僚監部監理部長                                                                        | 航空幕僚副長                         |
| 13                                         | 横澤彰夫                     | 1991年03月16日 - 1992年06月15日                          | 防大5期                      | 航空幕僚監部監理部長                                                                        | 統合幕僚会議事務局長                 |
| 14                                         | 村木鴻二                     | 1992年06月16日 - 1993年06月30日                          | 防大6期                      | 航空幕僚監部人事教育部長                                                                    | 航空幕僚副長                         |
| 15                                         | 伊藤惇                       | 1993年07月01日 - 1994年06月30日                          | 防大7期                      | 航空幕僚監部防衛部長                                                                        | 統合幕僚学校長                       |
| 16                                         | 平岡裕治                     | 1994年07月01日 - 1996年03月24日                          | 防大8期                      | 統合幕僚会議事務局第1幕僚室長                                                               | 航空幕僚副長                         |
| 17                                         | 佐藤守                       | 1996年03月25日 - 1997年06月30日                          | 防大7期                      | 第4航空団司令 兼 松島基地司令                                                               | 退職                                 |
| 18                                         | 西川正長                     | 1997年07月01日 - 1999年12月09日                          | 防大10期                     | 中部航空警戒管制団司令 兼 入間基地司令                                                      | 退職                                 |
| 19                                         | 小田邦博                     | 1999年12月10日 - 2001年03月26日                          | 防大13期                     | 航空幕僚監部監察官                                                                          | 航空幕僚副長                         |
| 20                                         | 内山好夫                     | 2001年03月27日 - 2003年03月26日                          | 防大13期                     | 航空自衛隊補給本部副本部長                                                                  | 航空自衛隊幹部学校長 兼 目黒基地司令 |
| 21                                         | 小鹿勝見                     | 2003年03月27日 - 2005年01月11日                          | 防大16期                     | 航空幕僚監部人事教育部長                                                                    | 航空幕僚副長                         |
| 22                                         | 浦山長人                     | 2005年01月12日 - 2007年03月27日                          | 防大17期                     | 航空幕僚監部装備部長                                                                        | 航空自衛隊補給本部長                 |
| 23                                         | 山川龍夫                     | 2007年03月28日 - 2009年03月23日                          | 防大19期                     | 航空幕僚監部装備部長                                                                        | 航空自衛隊補給本部長                 |
| 24                                         | 平田英俊                     | 2009年03月24日 - 2011年08月04日                          | 東京大学・ 70期幹候          | 航空幕僚監部防衛部長                                                                        | 航空自衛隊幹部学校長 兼 目黒基地司令 |
| 25                                         | 半澤隆彦                     | 2011年08月05日 - 2012年12月03日                          | 防大24期                     | 航空幕僚監部防衛部長                                                                        | 航空総隊副司令官                     |
| 26                                         | 杉山良行                     | 2012年12月04日 - 2014年12月14日                          | 防大24期                     | 航空開発実験集団司令官                                                                      | 航空総隊司令官                       |
| 27                                         | 荒木淳一                     | 2014年12月15日 - 2016年12月21日                          | 防大27期                     | 統合幕僚監部総務部長                                                                        | 航空教育集団司令官                   |
| 28                                         | 武藤茂樹                     | 2016年12月22日 - 2017年06月30日                          | 防大28期                     | 統合幕僚監部運用部長                                                                        | 南西航空方面隊司令官                 |
| 南西航空方面隊司令官（空将）               |                              |                                                          |                              |                                                                                             |                                      |
| 01                                         | 武藤茂樹                     | 2017年07月01日 - 2017年12月19日                          | 防大28期                     | 南西航空混成団司令                                                                          | 航空総隊副司令官                     |
| 02                                         | 上ノ谷寛                     | 2017年12月20日 - 2019年08月22日                          | 防大30期                     | 航空幕僚監部運用支援・情報部長                                                              | 航空総隊副司令官                     |
| 03                                         | 鈴木康彦                     | 2019年08月23日 - 2020年12月21日                          | 防大32期                     | 航空幕僚監部人事教育部長                                                                    | 統合幕僚副長                         |
| 04                                         | 尾崎義典                     | 2020年12月22日 - 2021年12月21日                          | 防大32期                     | 防衛装備庁長官官房装備官                                                                    | 情報本部長                           |
| 05                                         | 谷嶋正仁                     | 2021年12月22日 - 2024年03月27日                          | 防大34期                     | 航空幕僚監部防衛部長                                                                        | 統合幕僚学校長                       |
| 06                                         | 寺﨑隆行                     | 2024年03月28日 -                                         | 防大36期                     | 航空幕僚監部監理監察官                                                                      |                                      |